# Борилов, Виктор Константинович
Виктор Константинович Борилов (19 сентября 1952, Грозный) — российский музыкант, гитарист, баянист, вокалист, композитор, аранжировщик, педагог, лауреат всероссийских и международных джазовых фестивалей, доцент кафедры джазовой музыки Ростовской государственной консерватории им. С.В. Рахманинова.

## Биография
Родился 19 сентября 1952 года в Грозном, в семье преподавателя музыки и бухгалтера.
В качестве солиста-гитариста, вокалиста и аранжировщика биг-бэнда Кима Назаретова и руководителя собственного состава «Borilov Quintet» участвовал в семи зарубежных фестивалях (Польша, Германия, Финляндия, Англия, Шотландия).

## Цитаты
- «Я не только гитарист, я и клавишник, и барабанщик, перкуссионист, басист,  — так по жизни сложилось. По образованию я баянист-народник, но гитара была инструментом номер один всегда, с начала 60-х годов... Слушал западную музыку, всё, что было доступно. Хотелось пощупать — на чём это „Битлз“ играют. Учился сам, слушал записи и пытался подражать. И ещё, гитара — совершенно необычный инструмент, у неё нефиксированный строй. По широте диапазона её можно сравнивать только с человеческим голосом. На ней можно повибрировать, передать какие-то интимные стороны настроения. Завораживает, когда в руках инструмент, он тебе подчиняется, и ты не знаешь, что будешь играть в следующую минуту. Когда ты выходишь га определённый уровень, чувствуешь, что можешь импровизировать и свои мысли высказывать музыкой, а не словами, и те, кто тебя слушают, невольно погружаются в ту же атмосферу и становятся частью тебя»[1] — Виктор Борилов, 2007.